# 関東学院六浦小学校
関東学院六浦小学校（かんとうがくいんむつうらしょうがっこう）は、神奈川県横浜市金沢区六浦東一丁目にある私立小学校。

## 沿革
- 1884年 - 横浜山手64番に横浜バプテスト神学校創立。校長はA.A.ベンネット。
- 1895年 - 東京築地居留地42番に東京中学院創立。院長は渡瀬寅次郎。
- 1889年 - 東京中学院が東京牛込区市谷左内町29番地に移転し、校名を東京学院中等科と改称する。
- 1919年 - 中学関東学院の設立が認可される。
- 1927年 - 財団法人関東学院を組織。中学関東学院は、関東学院中学部となる。
- 1946年 - 横浜大空襲による被害のため、六浦に移転。
- 1947年 - 新制関東学院中学校設立。
- 1948年 - 新制関東学院高等学校設立。
- 1949年 - 金沢区六浦校地に関東学院小学校開校。
- 1952年 - 南区三春台に小学校を新設するにあたり、名称を関東学院六浦小学校に改称。
- 1958年 - 小学校2号館、3号館の完成。
- 1962年 - 第2代校長、下平千太郎が就任。
- 1963年 - 本館（1号館）が完成。
- 1978年 - 第3代校長に柳生直行が就任。新校舎（2号館4階建）が完成。
- 1979年 - 第4代校長に佐々木敏郎が就任。
- 1990年 - 体育館・礼拝堂が完成。
- 1995年 - 第5代校長に所澤保孝が就任。
- 1996年 - 2号館にパソコン教室を設置。
- 1999年 - 新本館建築（旧本館取り壊し）及び2号館改修工事（冷暖房及びマルチメディア教室の設置、バリアフリー対応等）。
- 2001年 - 第6代校長として森島牧人が就任。
- 2004年 - 第7代校長として島田正敏教諭が就任。
- 2006年 - 登下校安全管理システムを導入。
- 2011年 - 2号館の耐震・改装工事を実行。
- 2012年 - 第7代校長として森島牧人 学院長が兼務。
- 2012年 - 校庭の人工芝化が完成。
- 2013年 - 第8代校長として石塚武志(前・関東学院小学校教頭)が就任。
- 2017年 - 第9代校長として澤章敏(元関東学院六浦中学校・高等学校教頭)が就任。

## 特別クラブ活動
- サッカー
- 合唱団
- トランペット鼓隊

## 進路
小学校卒業後、多くは隣接する六浦校地内の関東学院六浦中学校・高等学校に進学する。

## 関連校
- 学校法人関東学院
  - 関東学院大学（横浜市中区、金沢区、小田原市）
  - 関東学院中学校高等学校（横浜市南区）
  - 関東学院六浦中学校・高等学校（横浜市金沢区）
  - 関東学院小学校（横浜市南区）
  - 関東学院六浦こども園（横浜市金沢区）
  - 関東学院のびのびのば園（横浜市港南区）
  - 関東学院女子短期大学（2003年女子短期大学を改組し、人間環境学部設置。）

## 著名な出身者
- 古谷徹（声優）
- 小泉孝太郎（俳優）
- 小泉進次郎（農林水産大臣、衆議院議員）
- 米山明日香（青山学院大学准教授）
- 佐々木智一（NHKアナウンサー）
- 五代目宝井琴鶴（女流講談師）
- 小田和正(シンガーソングライター)